# 040 T Nord 4.969 à 4.973

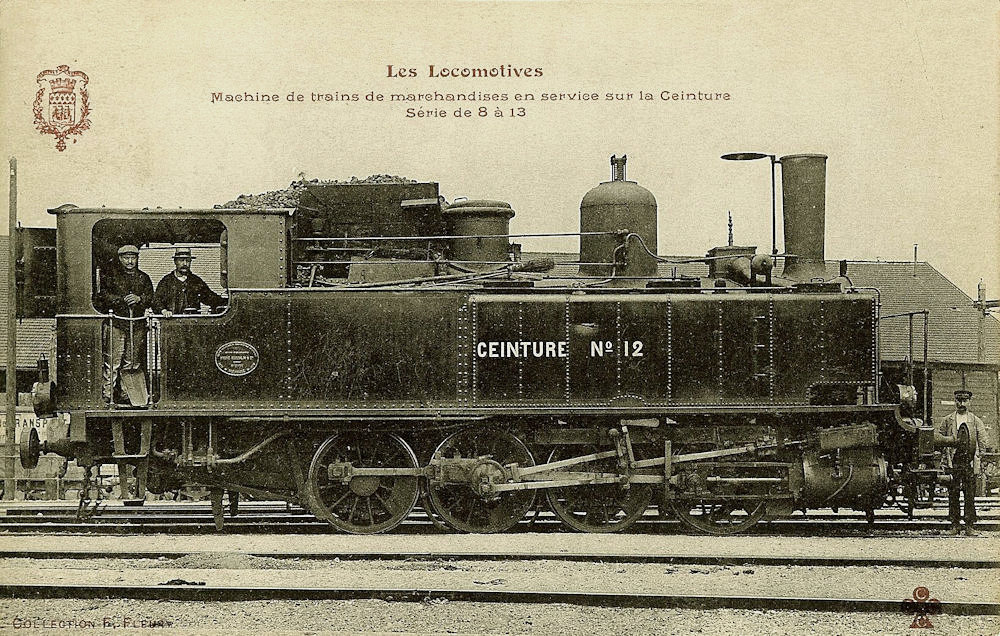
La 040 n° 12 de la ligne de Ceinture, future Nord 4 972.

Les 040 Ceinture 9 à 13, devenues en 1934 les 040 T Nord 4 969 à 4 973, sont des locomotives à vapeur à 4 essieux moteurs de la Compagnie des chemins de fer du Nord.
La numéro 13 deviendra la 040 TC 1 à la formation de la SNCF en 1938.